# Полтавська нижча школа садівництва та городництва

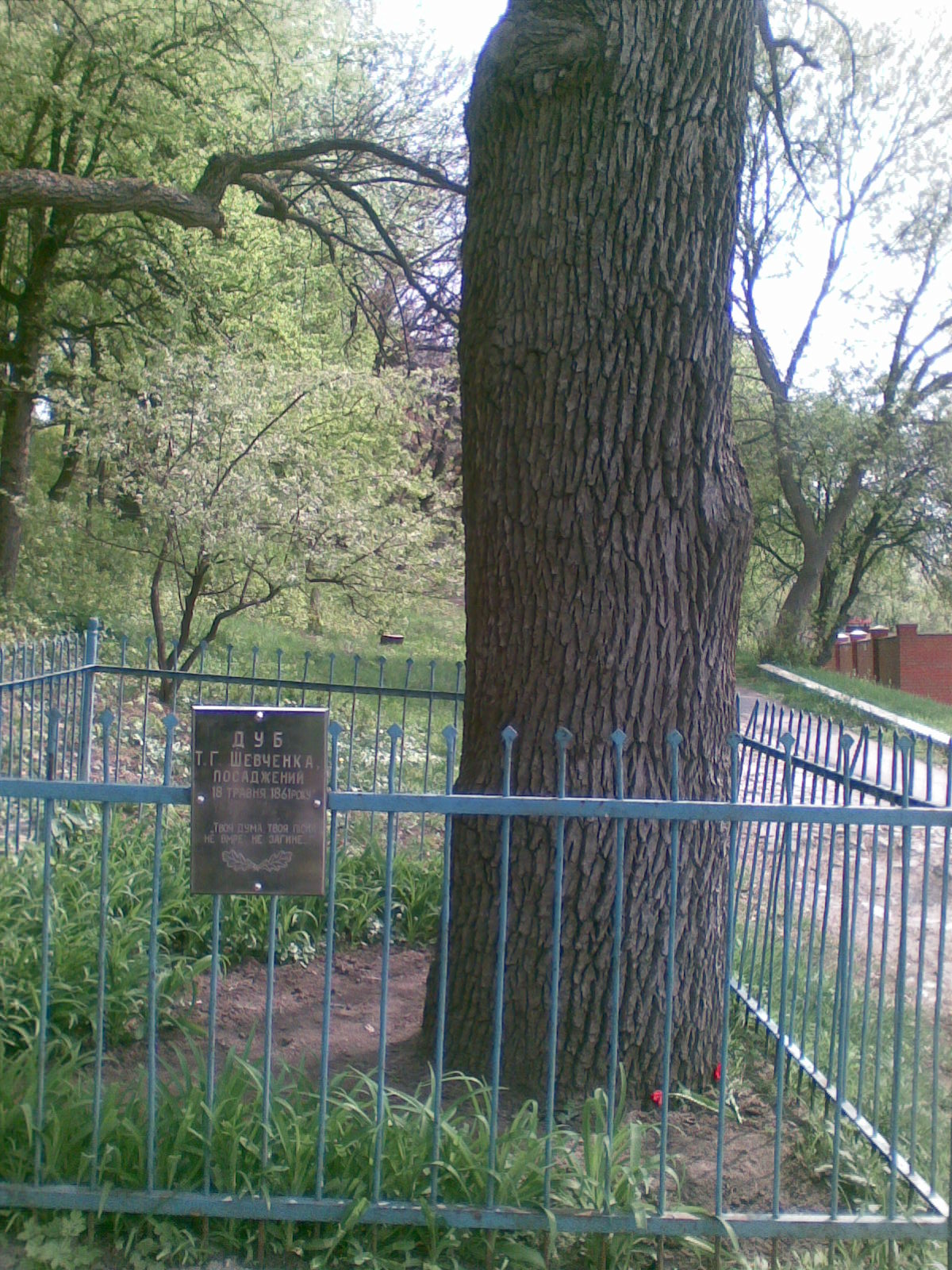
Дуб, посаджений у парку школи в 1904 році на згадку про перевезення тіла Тараса Шевченка в Україну

Полтавська нижча школа садівництва і городництва — навчальний заклад, який існував у селі Павленки Полтавської волості (нині місцевість Полтави) в 1895—1920 роках. З 1912 року — Полтавське училище садівництва.

## Історична довідка
Школа садівництва і городництва 2 розряду була створена Полтавським губернським земством в 1895 році на купленій ним садибі полтавського садівника І. Гуссона. Школа функціонувала з 8 вересня 1895 року, але юридично почала діяти тільки 14 січня 1896 року.
До школи приймались хлопчики від усіх станів Полтавської губернії, фізично здорові, які склали іспит в обсязі курсу початкової школи, головним чином — діти селян. В школі викладалися теоретичні і практичні питання овочівництва, городництва, садівництва, лісорозведення, хмелярства, а також шовківництва, бджільництва, лозоплетіння, теслярства, столярства тощо. При школі існували великий сад, городні ділянки, виноградник, пасіка. Курс школи був трирічний з обов'язковим річним перебуванням на практиці в будь-якому садівничому господарстві. Школа утримувалася на кошти Губернського земства із щорічною допомогою в розмірі 3000 карбованців від Головного управління землеустрою та землеробства.
В 1900 році навчальний заклад отримав вищий статус і був перейменований у школу садівництва і городництва 1 розряду, яка проіснувала дванадцять років. У травні 1912 року реорганізована в Полтавське училище садівництва, отримавши більш широкі можливості для підготовки спеціалістів.
З 1895 по 1914 рік школу закінчило 174 учнів. З них 54 працювали інструкторами садівництва, 8 — викладачами в спеціальних школах, 4 — секретарями сільськогосподарських товариств, 3 — завідувачами земських питомників та городів, 7 — вчителями в народних школах, 43 — садівниками в приватних господарствах, 4 працювали в земських плодосушилках, 13 займались власним господарством, 4 — продовжували освіту, 3 працювало при училищі, 3 — займались іншими спеціальностями, 11 перебували на військовій служби, 8 — померло, 6 знаходилось на практиці за призначенням Департаменту землеробства.
Училище діяло до перших років Радянської влади. 24 листопада 1920 року Полтавське училище садівництва реорганізоване в технікум садівництва з правом вищої школи, який започаткував історію теперішнього Аграрно-економічного коледжу Полтавської державної аграрної академії.